# Hancockiidae
Hancockiidae is een familie van weekdieren uit de klasse van de Gastropoda (slakken).

## Geslacht
- Hancockia Gosse, 1877